# Екзогенні мінерали
Екзогенні мінерали - мінерали, що утворилися на земній поверхні й у верхній частині земної кори під впливом процесів вивітрювання, діяльності води й організмів. 
ЕКЗОГЕННИЙ, (рос. экзогенный, англ. exogenetic, нім. exogen (etisch)) – зумовлений зовнішніми причинами.